# Ablerus emersoni
Ablerus emersoni är en stekelart som beskrevs av Girault 1917. Ablerus emersoni ingår i släktet Ablerus och familjen växtlussteklar. Inga underarter finns listade i Catalogue of Life.